# Filippo de' Nerli
Filippo de’ Nerli (Florence, 9 mars 1486 - Florence, 17 janvier 1557) est un historien italien de la Renaissance.

## Biographie
Né en 1486, à Florence, d’une famille patricienne, il se dispose, par des études sérieuses, à remplir les fonctions auxquelles l’appelait sa naissance. Il gagne l’estime du grand-duc Cosme Ier de Toscane, qui l’élève au rang de sénateur et le députe en 1550 vers le pape Jules III, pour le complimenter sur son avènement à la chaire de St-Pierre. Nerli meurt en 1556.

## Œuvres
Nerli laissa en manuscrit : Commentarii de’ fatti civili occorsi nella città di Firenze dall’anno 1215 al 1537. Cet ouvrage, après être resté près de deux siècles enseveli dans la poussière des bibliothèques, a enfin été publié à Florence sous la rubrique d’Augsbourg, en 1728, in-fol. L’éditeur l’a fait précéder d’une courte Notice sur Nerli, et y a joint des notes marginales et une table pour faciliter les recherches. Nerli s’était proposé de recueillir les événements dont il avait été le témoin ; mais afin d’éclaircir les faits qu’il avait à raconter, il a cru devoir remonter à l’origine des factions des guelfes et des gibelins, qui ont divisé si longtemps l’Italie. Son histoire peut être divisée en deux parties. Les trois premiers livres, qui finissent à l’année 1494, ne sont qu’un abrégé de l’histoire générale de l’Italie, tiré des meilleurs écrivains. Dans les neuf derniers, Nerli se borne à raconter ce qui s’est passé à Florence, et il descend à des détails minutieux, tant il paraît craindre d’omettre rien d’essentiel. On lui a reproché de manquer de sincérité ; c’est le défaut des historiens contemporains. Cependant son ouvrage est fort estimé en Italie, et il est souvent cité comme autorité.